# Michael Belov
Michael Belov (Russisch: Михаэль Белов) (Moskou, 21 november 2001) is een Russisch autocoureur.

## Autosportcarrière
Belov debuteerde in 2017 in het formuleracing in het SMP Formule 4-kampioenschap, waarin hij uitkwam voor SMP Racing. Hij kende een redelijk debuutseizoen waarin hij tijdens de seizoensfinale op het TT-Circuit Assen zijn eerste podiumfinish behaalde. Met 104 punten eindigde hij als achtste in het kampioenschap.
In 2018 bleef Belov actief in de SMP Formule 4. Hij won vijf races op het NRING Circuit (tweemaal), het Ahvenisto Race Circuit, het Alastaro Circuit en het TT-Circuit Assen en stond in zes andere races op het podium. Met 275 punten werd hij achter Konsta Lappalainen tweede in de eindstand.
In 2019 reed Belov een dubbel programma in zowel het Italiaanse als het ADAC Formule 4-kampioenschap, waarin hij uitkwam voor respectievelijk Bhaitech Racing en R-ace GP. In het Italiaanse kampioenschap won hij weliswaar geen races, maar stond hij wel zeven keer op het podium. Met 179 punten werd hij achter Dennis Hauger, Gianluca Petecof en Paul Aron vierde in het klassement. In het ADAC-kampioenschap miste hij het eerste raceweekend op de Motorsport Arena Oschersleben, aangezien hij niet eerder een zitje kon bemachtigen. In de loop van het seizoen behaalde hij zijn eerste podiumplaats op de Nürburgring, voordat hij tijdens het laatste raceweekend op de Sachsenring zijn eerste zege boekte. Met 122 punten werd hij achtste in het klassement.
In 2020 begon Belov het seizoen in het Aziatische Formule 3-kampioenschap, waarin hij in het laatste raceweekend op het Chang International Circuit uitkwam voor het BlackArts Racing Team. Met twee vierde en een vijfde plaats behaalde hij 39 punten en werd hij elfde in de eindstand. Vervolgens keerde hij terug naar Europa, waarin hij voorafgaand aan het seizoen Reece Ushijima verving bij M2 Competition in de Eurocup Formule Renault 2.0. Na twee raceweekenden, waarin een vierde plaats op het Autodromo Nazionale Monza zijn beste resultaat was, stapte hij over naar het FIA Formule 3-kampioenschap, waarin hij dat jaar de laatste drie raceweekenden reed voor het Charouz Racing System als vervanger van de naar Carlin vertrokken David Schumacher. Hij behaalde een punt met een tiende plaats op Monza, waardoor hij 23e werd in het kampioenschap. Vervolgens keerde hij terug naar de Eurocup, waar hij bij R-ace GP de laatste drie raceweekenden reed als vervanger van de naar MP Motorsport vertrokken Petr Ptáček. Hij eindigde nog driemaal in de top 10 en sloot het seizoen af op de dertiende plaats met 40 punten.
In het seizoen 2022 reed hij in Formula Regional European Championship voor MP Motorsport